# 观音寺 (呼和浩特)
观音寺，俗称“观音庙”，位于内蒙古自治区呼和浩特市玉泉区泉源巷，是一座汉传佛教寺院。

## 简介
观音寺位于呼和浩特旧城西南的玉泉区泉源巷，俗称观音庙，属于长和廊街道办事处辖区范围内，南临鄂尔多斯路，占地面积1180平方米。该寺始建于清朝嘉庆年间，是玉泉区境内唯一保存完整的沙门教（汉传佛教）庙宇。
观音寺的占地面积和建筑规模与呼和浩特的几座大型喇嘛召庙无法相比，但也十分知名。当地人称“汉庙十三座，首座观音庙”。过去观音庙位居当地“汉庙”（汉传佛教寺院）之首，后来成了呼和浩特市区内唯一保留下来的汉传佛教寺庙。
观音寺内石碑上记载该寺于清朝道光二十五年（1845年）重建。观音寺的佛殿在南方，山门在北方，所以人称“倒座观音庙”。其规制类似四合院。观音寺过去的规模很小。山门是四柱三间三楼牌楼式，门前有一对青石狮。主体建筑由三座殿宇（佛殿及东、西配殿）组成。其中，佛殿建在高台上，前面有月台。月台（又称“暴厦子”，即抱厦）三间，佛殿五间。佛殿墙上有依照“妙法莲花经观世音菩萨门品”绘制的彩色壁画，共有四十幅。佛殿内中间供奉观世音菩萨、上首文殊菩萨、下首普贤菩萨，均端坐在莲花座上；观世音菩萨像前侍立有善才童子、龙女塑像。佛殿有东、西配殿各三间。
过去观音寺有许多殿宇，僧人众多，影响力很大。文化大革命中，观音寺遭到严重破坏。2006年5月1日，观音寺扩建工程奠基，计划在两年内完工，工程将使观音寺总建筑面积达到5000多平方米，建有大雄宝殿、藏经楼等。2008年，观音寺的主要建筑有山门、观音殿、东西配殿、藏经楼、念佛堂、斋堂、寮房、韦驮殿。
传说，归化城（今呼和浩特旧城）有位患眼疾者。一天，他在自家附近一处水井打水时，因疲倦而睡着，梦见观世音菩萨对他说：“你若发心出家，在此建庙，眼病立愈。”梦醒之后，他回家向亲属告别，随后参拜西茶房关帝庙内的老和尚，出家为僧，法号“具足”。之后，他在水井旁兴建了观音寺，成为观音寺第一代住持。他的眼疾果然自动痊愈。观音寺菩萨显灵的事，被周边百姓口口相传，信众纷纷到观音寺参拜。
观音寺的和尚采用衣钵传承制，从建寺到21世纪初已经有七代僧人。开山祖师便是具足老和尚，后来依次为：演善—性凯—海玉、海瑞—湛祥—然刚、然俊、然傅—澄业、澄贵、澄果。第三代住持是性凯，于民国九年（1920年）传十戒。
农历每年二月十九日为观音圣诞日，观音寺都会举办庙会，其间举行集市贸易。农历六月十九日观音成道，九月十九日观音说法日，正月初一弥勒佛诞辰，四月四日文殊诞辰、四月八日释迦牟尼诞辰、十一月十七日弥陀佛诞辰、腊月初八释迦牟尼成道日、正月初一弥勒佛诞辰等等，观音寺都会举办法事和法会。每月初一和十五日，有的居士也会来到观音寺礼佛诵经。
2004年农历三月初三，观音寺举行四十九天“佛七大法会”，这是内蒙古地区首次举办这种法会。2005年5月22日，中国佛教协会常务副会长圣辉大和尚亲赴观音寺下院主持开光法会。 21世纪初，观音寺每年都举行观音、地藏、佛七、大悲咒七、金刚经七、普贤行愿品七等等法会。农历每年二月十九日举行的大型庙会，是过去最为热闹的文化活动。观音寺每年香客达到三十余万。 